# Medaille von 1807
Die Medaille von 1807 war eine russische militärische  Verdienstauszeichnung. Gestiftet wurde sie von Zar Alexander I.
Geehrt wurden Offiziere und Soldaten der im September 1807 aufgelösten Landwehr.

## Ordensklassen
Die goldene Auszeichnung erhielten Offiziere, Soldaten nur eine in Silber.

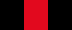
Ordensband Wladimirorden

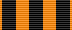
Ordensband St.-Georgs-
-Orden

## Ordensband
Am Ordensband war der Unterschied zu aktiven und passiven Kämpfern zu erkennen. Erstere trugen die Ordensdekoration am orange und schwarz gestreiften Band des St.-Georgs-Ordens, die Passiven am dunkelroten Band mit beiderseitigen schwarzen Streifen des Wladimirordens.